# Сайто, Мокити
Мокити Сайто (яп. 斎藤 茂吉 Сайто: Мокити, 14 мая 1882, Канакамэ, Минамимураяма, Ямагата — 25 февраля 1953, Токио) — японский поэт, литературный критик, писатель

 и психиатр. Ученик Ито Сатио.
Имя при рождении — Мокити Мория (яп. 守谷茂吉).

## Биография
Родился 14 мая 1882 года в селе Канакамэ уезда Минамимураяма (сейчас — город Каминояма, префектура Ямагата) в зажиточной крестьянской семье, которая занималась шелководством. Третий сын Кумадзиро Мории.
В 1896 году поселился в доме владельца клиники в Аояме Киити Сайто. Учился в разных школах в Токио. Поскольку у Киити Сайто не было наследника, в 1905 году он усыновил Мокити.
С 1905 по 1910 год учился на медицинском факультете (по специальности психиатрия) Токийского императорского университета, после окончания которого работал в психиатрической больнице в Сугамо. Здесь опубликовал статью «Паралитическое слабоумие и реакция Вассермана». Впоследствии работал и в психиатрических отделениях других больниц и психиатрических лечебницах при тюрьмах.
В студенческие годы познакомился с посмертно изданным сборником танка Масаоки Сики «Песни бамбукового селения». Под впечатлением от прочитанного присоединился к кружку учеников и последователей Масаоки при журнале «Асиби» и стал учеником Ито Сатио, который был другом и продолжателем дела поэта. Здесь он познакомился с разработанным Масаокой методом «отражения жизни» — сясэй.
В поэтической группе при журнале «Арараги», основанном Ито Сатио в 1908 году, достаточно быстро стал ведущим поэтом — автором танка. Изданный в 1913 году сборник «Багряное зарево» (яп. 赤光) закрепил за ним славу мастера танка.
В том же 1913 году потрясённый смертью матери написал цикл танка «Умирающая мать» (яп. 死にたまふ母).
В 1914 году женился на старшей дочери Киити Сайто, Тэруко.
В 1917 году переехал в Нагасаки, где был принят профессором в Медицинский колледж.
В 1921 году поехал изучать психиатрию в Европу, учился в Вене у профессора Отто Марбурга, здесь опубликовал статью «Карта мозга парализованного» (нем. Die Hirnkarte des Paralytikers). После этого отправился учиться в Мюнхен. В 1924 году на пути в Японию, во время остановки в Гонконге, узнал, что больница Киити Сайто сгорела, и решил приложить все усилия для её восстановления. В том же году получил в Токийском университете степень доктора медицины.
Для того, чтобы собрать деньги на восстановление больницы, опубликовал ряд эссе о европейских странах, музеях и произведениях искусства.
В 1926 году умер Симаги Акахико, который занимался журналом «Арараги» после смерти Сатио Ито в 1913 году. Мокити Сайто взял редактирование журнала на себя.
Сумев восстановить больницу приёмного отца, развёлся с женой, поскольку считал свой брак неудачным. Был тайно влюблён в Фусако Нагаи, которая училась у него стихосложению.
В 1945 году продал пострадавшую во время бомбардировки больницу армии и переехал в родной Канакамэ.
В 1947 году опубликовал подборку написанных во время поездки по Европе танка «Дальняя поездка» (яп. 遠遊).
В 1952 году издательство «Иванами» начало издавать полное собрание сочинений Мокити Сайто в 56 томах.

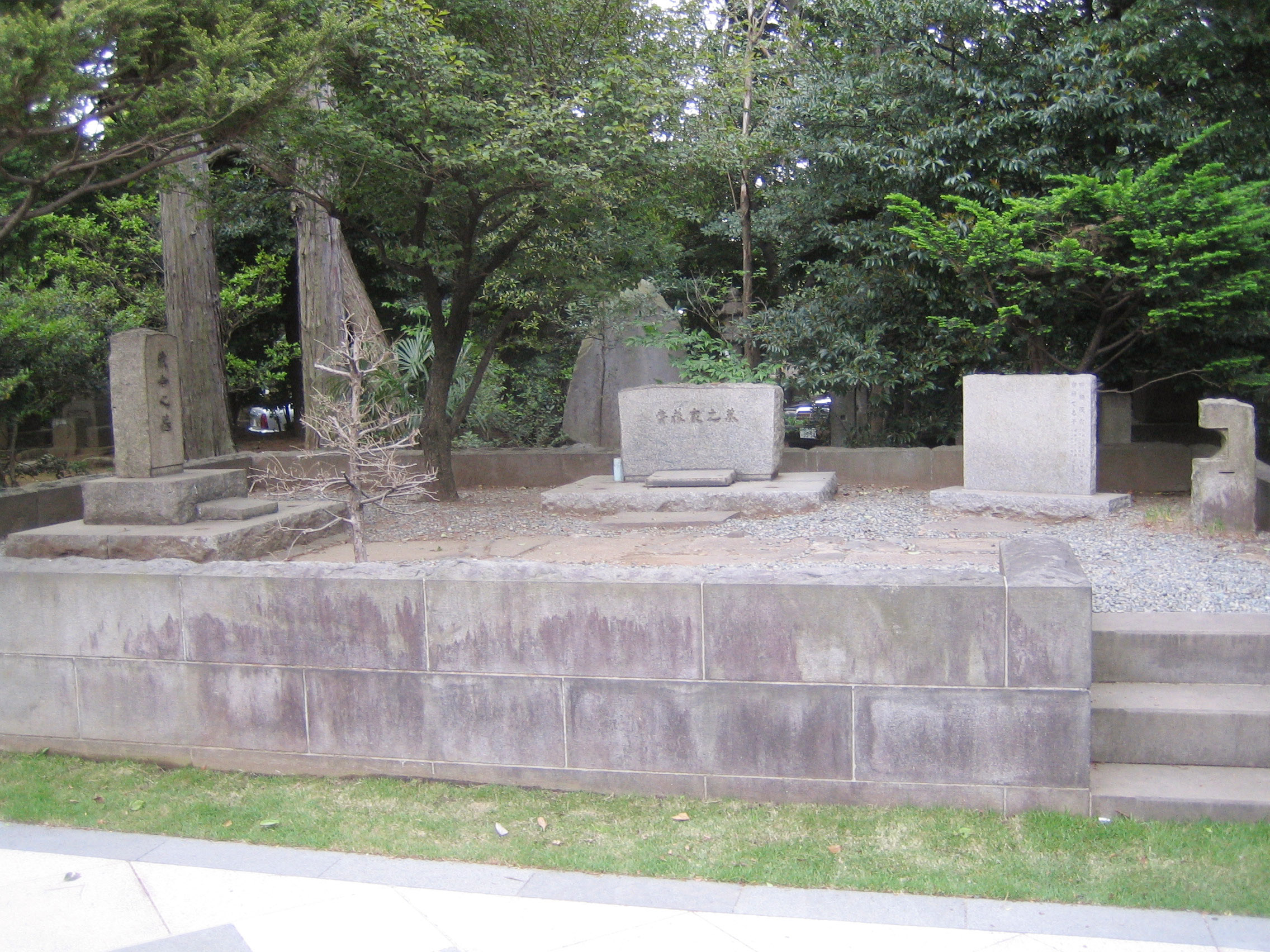
Могила Мокити Сайто и членов его семьи

Скончался Мокити Сайто 25 февраля 1953 года в Токио. Похоронен на кладбище Аояма.

### Семья
У Мокити Сайто было два сына и две дочери. Оба его сына стали психиатрами и писателями, при этом старший, Сигэта, больше известен как психиатр, а младший, Сокити, — как писатель (пишет под псевдонимом Морио Кита).

## Творчество
Мокити Сайто нередко называется одним из самых значимых поэтов Японии XX века. Критики отмечают его вклад в развитие жанра танка: сочетание традиционных особенностей танка с требованиями современного поэту времени сделали его поэзию актуальной и помогли придать танка новый импульс к развитию.
Всего поэт написал около 17 тысяч танка, а также порядка 70 статей, включая эссе, критические обзоры и научные статьи в области психиатрии.

## Награды
- 1940 год — Премия Японской академии наук[4].
- 1950 год — Литературная премия Ёмиури[4].
- 1951 год — орден Культуры[3].
- 1952 год — Заслуженный деятель культуры[англ.].

## Память

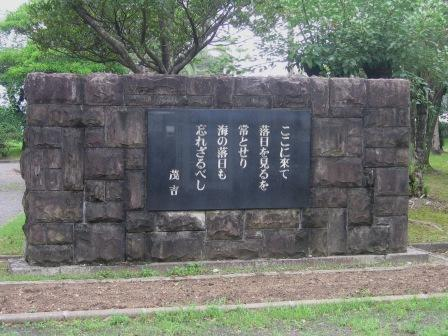
Памятный камень со стихотворением Мокити Сайто в Ундзене

- В парке Миюки родного города Мокити Сайто организован его мемориальный музей[6].
- В Японии установлено свыше 130 памятных камней, посвящённых творчеству Мокити Сайто[6].